# Viborg Kunsthal
Viborg Kunsthal (tidligere Brænderigården) er et udstillingssted for samtidskunst beliggende ved Søndersø i Viborg. 
Brænderigården blev indviet i 1994 og er støttet af Viborg Kommune. Hvert år er der 10-12 udstillinger med kunstnere fra ind- og udland.
Udover udstillinger og andre relaterede aktiviteter, råder kunsthallen over en kunstskole med undervisningslokaler, kunstnerresidency og to atelierer, hvor kunstnere kan bo og arbejde. Kunsthallen har også tilknyttet en butik og café.
1. september 2013 skiftede kunsthallen navn fra Brænderigården til det nuværende Viborg Kunsthal. 

## Bygningerne
Den ældste del af Brænderigården kan dateres til år 1734, hvor den sachsiske arkitekt og bygmester Johann Gottfried Hödrich opførte hovedbygningen i ét stokværk. Senere blev der tilført en ekstra etage. 
I 1800-tallet brugte man stedet til fremstilling af brændevin, deraf det tidligere navn - Kunsthal Brænderigården. Siden har bygningerne været brugt til alkoholambulatorium, modtagelse for patienter i åndsvageforsorgen og boliger.
Det firefløjede anlæg har været fredet siden 1950.

## Mosaikudsmykning
Haven udenfor Viborg Kunsthal er omgivet af en mur med en 700m2 stor mosaikudsmykning af den danske kunstner Mette Winckelmann (indviet november 2013).
De mere end 100 mønstre refererer til stedet historie, som fører tilbage til middelalderen, hvor Knud den Store kom fra England og blev kronet til Konge af Danmark i Viborg. 